# Estação Plaza Quilicura
A Estação Plaza Quilicura é uma das estações do Metrô de Santiago situada na comuna de Quilicura. É uma das estações terminais da Linha 3. Foi inaugurada em 25 de setembro de 2023.